# Veronica fruticulosa
Veronica fruticulosa är en grobladsväxtart som beskrevs av Carl von Linné. Veronica fruticulosa ingår i släktet veronikor, och familjen grobladsväxter. Inga underarter finns listade i Catalogue of Life.

## Bildgalleri

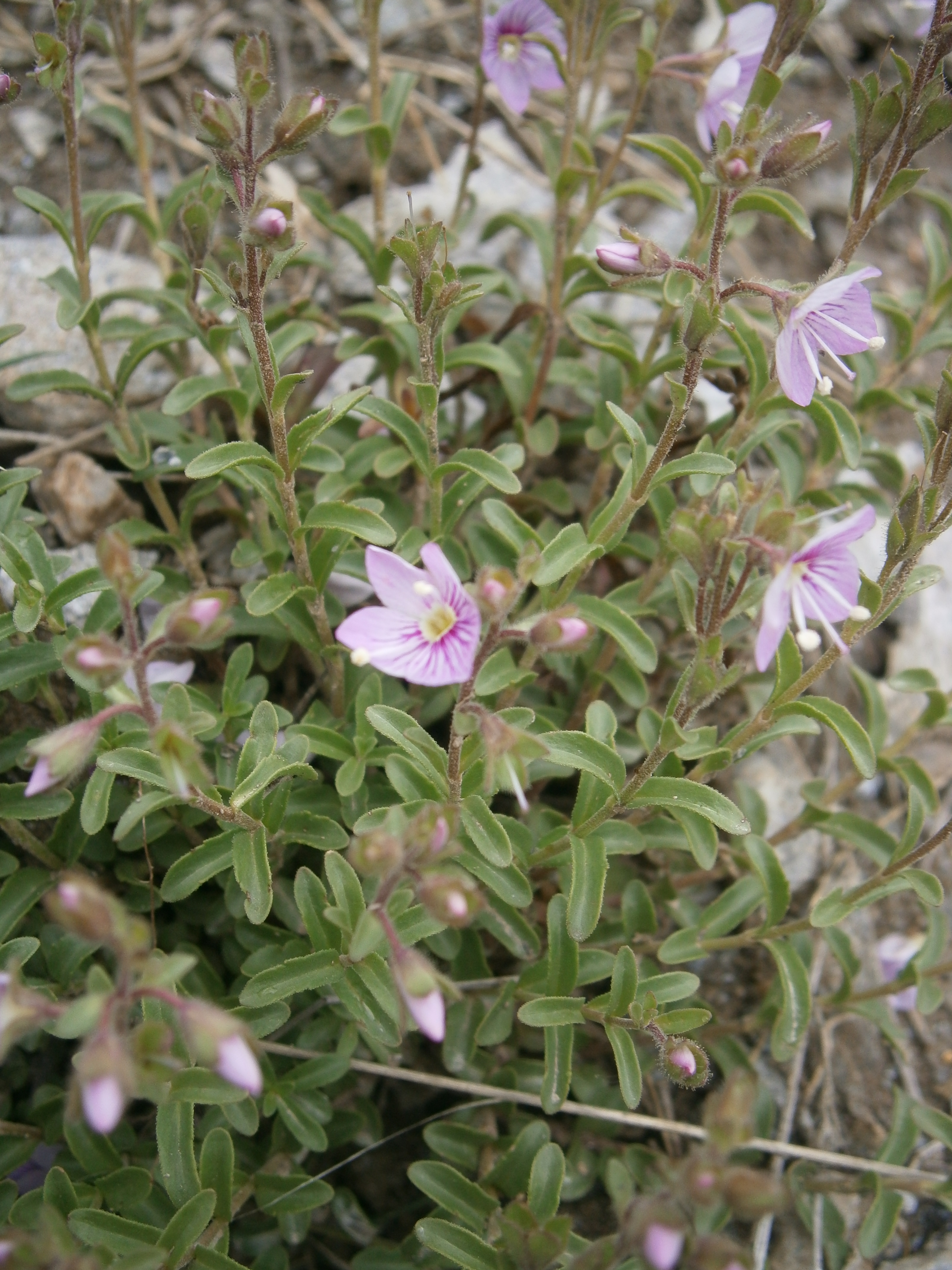
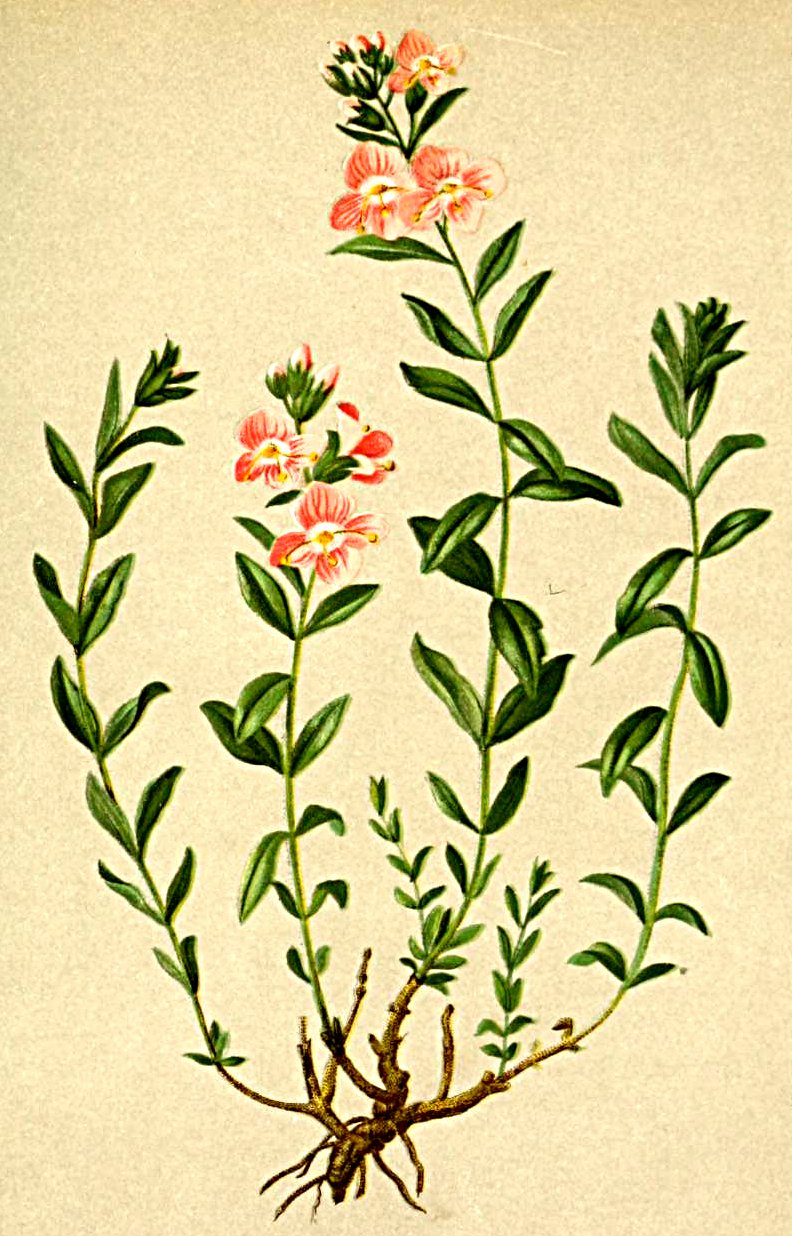
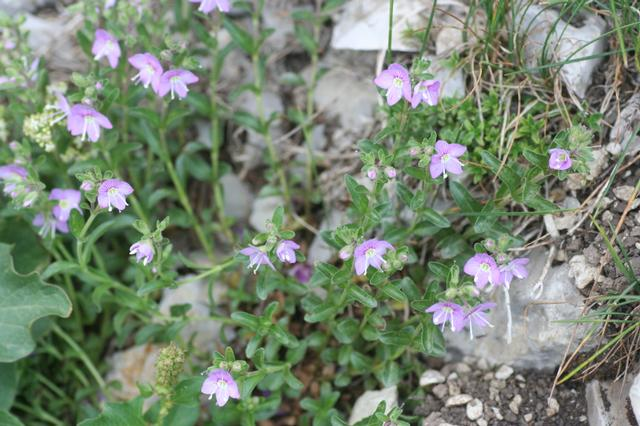
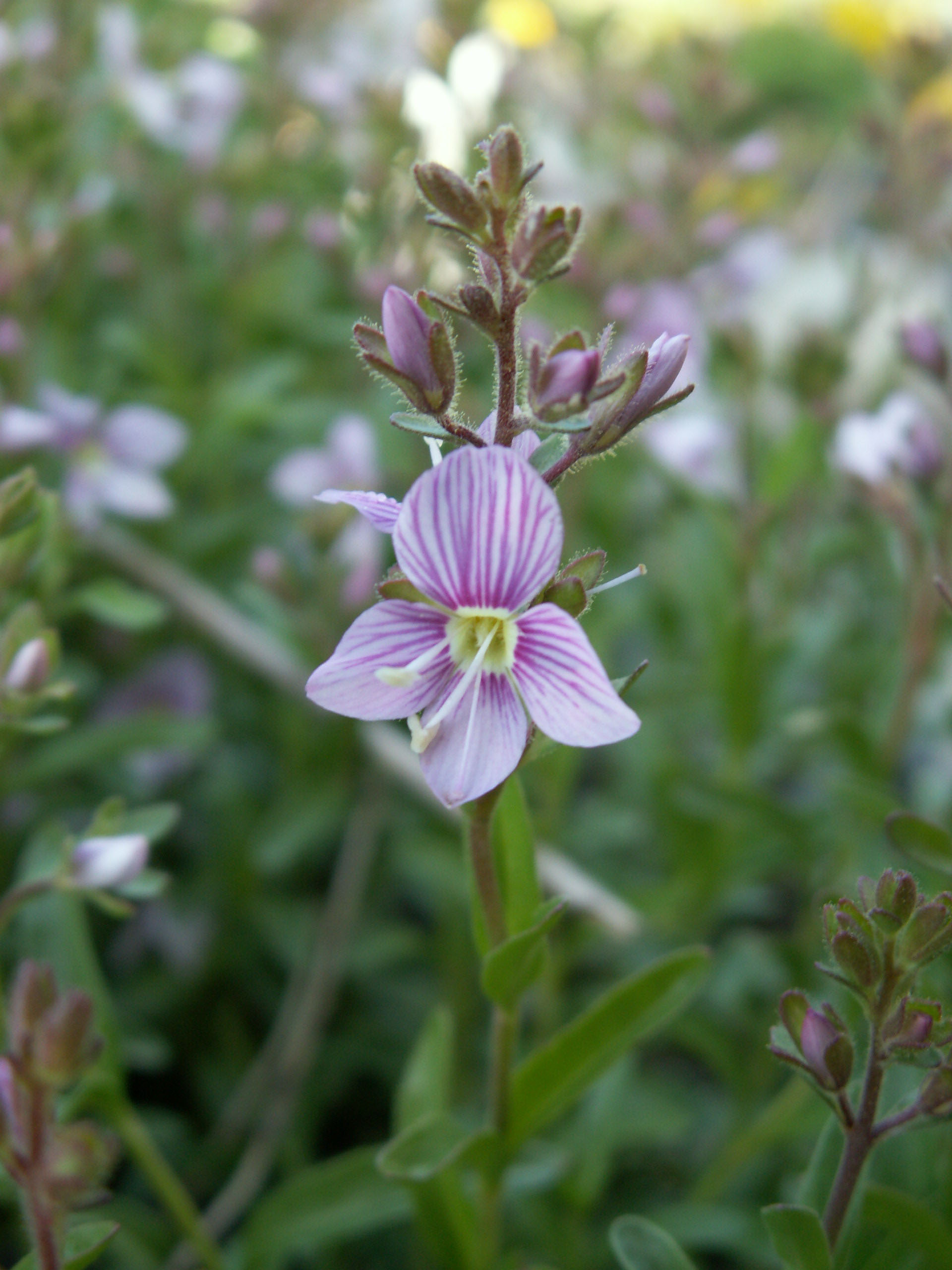